# Дюлор, Жак-Антуан
Жак-Антуа́н Дюло́р (фр. Jacques-Antoine Dulaure; 3 декабря 1755, Клермон-Ферран — 18 августа 1835, Париж) — французский историк, археолог и политический деятель.

## Биография
Дюлор учился в коллеже Клермона (collège de Clermont), изучая рисование и математику. Прежде чем начать литературную карьеру, он искал себя в архитектуре и топографии. В октябре 1779 года прибыл в Париж и был принят в ученики к архитектору Ронделе, который после смерти Ж.-Ж. Суффло в 1780 году отвечал за завершение работ над церковью Святой Женевьевы и, прежде всего, за укрепление колонн, подреживающих купол, однако разочаровавшись в архитектуре, он захотел стать инженером-географом. Он изобрёл инструмент, пригодный для съемки планов и топографических карт. В 1781 году он представил свое изобретение в Академию наук.
В следующем году Дюлор начал литературную карьеру, которая длилась более полувека. Его первые произведения представляли собой критику некоторых архитектурных памятников Парижа, а также рецензии театральных постановок. Затем он опубликовал различные работы, в которых проявилась его нетерпимость к злоупотреблениям, несправедливости и ложным доктринам монархического режима. Он руководил написанием внушительного «Описания Франции по провинциям» (1788—1789, 6 томов), когда начало революции, принципы которой он принял, заставило его прервать эту работу.
Дюлор начал политическую деятельность посредством брошюр и статей, издававшихся в течение почти трёх лет. В 1790 году он основал и редактировал журнал «Евангелисты того времени» (Les Évangélistes du jour), недолговечное издание из 16 номеров, «тяжелую и бессильную катапульту» против авторов Деяний апостолов. Затем с 11 августа 1791 года по 25 августа 1793 года издавал политический журнал «Термометрия дня» (Le Thermométrie du jour), сотрудничая с Бартелеми Шапером (1766—1825).
В 1792 году Жак-Антуан Дюлор был избран в Национальный конвент, 15 января 1793 года голосовал за смерть свергнутого короля Людовика XVI. Принадлежал к партии жирондистов. 3 октября 1793 года он не был включен в указ об аресте депутатов, протестовавших против дня 213 июня, но из благоразумия перестал появляться в Конвенте. Обвинение было ему вынесено 30 вандемьера II года (21 октября 1793 г.) и он был вынужден бежать в Швейцарию. Вернувшись после 9 термидора, стал членом Совета пятисот и депутатом последующих законодательных собраний.
В дальнейшем Жак-Антуан Дюлор отказался от активной политической деятельности и возвратился к частной жизни, чтобы возобновить курс своих исторических исследований. Тем не менее в 1808 году он получил должность заместителя главы финансового управления, которая стала для него необходимой после банкротства парижского нотариуса, хранителя всего его состояния.
В 1804 году он вместе с Жаком Камбри, Мангури и Элуа Жуанно участвовал в основании Кельтской академии, прародительницы Общества антикваров Франции. В 1814 году, во время первой Реставрации, он не был оставлен без внимания, но уже в преклонном возрасте, не имеющей иных ресурсов, кроме таланта, Дюлор много писал. Он опубликовал несколько исторических диссертаций о галлах в «Мемуарах Королевского общества антикваров Франции», а также оставил неопубликованные рукописи.

## Основные публикации
Жак-Антуан Дюлор является автором большого числа сочинений, популярных в своё время из-за их антиклерикальной направленности:
- «Histoire civile, physique et morale de Paris» (нов. изд., продолженное Leynadier, 1875)
- «Histoire civile, physique etc. des environs de Paris» (2 изд. 1839—1840);
- «Esquisse historique des principaux évènements de la révolution française» (1823—1825);
- «Histoire de la révolution de 1830» (1838).